# Апт, Соломон Константинович
Соломо́н Константи́нович Апт (9 сентября 1921 года, Харьков, Украинская ССР, СССР — 7 мая 2010 года, Москва) — советский и российский переводчик и филолог.

## Биография
Родился в семье инженера Константина Соломоновича Апта (1896, Орша — 1957, Москва) и стоматолога Генриетты Борисовны Миндлин (1896—1973). Дед — оршанский мещанин Шолом-Мендл Мовшевич Апт (?—1907). До Великой Отечественной войны жил в Харькове, начал образование на филологическом факультете Харьковского университета. В 1941—1944 годах находился в эвакуации в Томске.
Окончил филологический факультет Московского университета в 1947 году. Защитил кандидатскую диссертацию о Ювенале в 1950 году. Стал известен с 1953 года как переводчик античной литературы на русский язык; видный переводчик с немецкого языка.
В переводе Соломона Апта изданы для русского читателя трагедии Эсхила, роман «Иосиф и его братья» Томаса Манна, пьесы Бертольта Брехта, роман «Игра в бисер» Германа Гессе, роман «Человек без свойств» Роберта Музиля. Первый переводчик Франца Кафки на русский язык.
Автор книг «Томас Манн» (биография, в серии ЖЗЛ) и «Над страницами Томаса Манна» (книга очерков).
Член СП СССР (1959). Член общественного редсовета журнала «Иностранная литература». Член редакционной коллегии серии книг «Библиотека античной литературы», выпущенной издательством «Художественная литература».
Умер 7 мая 2010 года. Прах захоронен в колумбарии на Митинском кладбище.

## Семья
Жена — литературовед Екатерина Васильевна Старикова (1924—2021). Сын Александр (род. 1951) — доктор биологических наук, профессор.

## Основные работы

### Переводы античной литературы
- Феогнид
- Эсхил
  - Орестея
    - Агамемнон
    - Хоэфоры
    - Эвмениды

  - Семеро против Фив
  - Просительницы (Молящие)
  - Персы
  - Прометей прикованный
- Еврипид
- Аристофан
- Менандр
- Платон
- Помпоний Мела

### Переводы немецкой литературы
- Т. Манн
  - Доктор Фаустус (совместно с Наталией Ман)
  - Иосиф и его братья
  - Избранник
  - Тристан
  - Признания авантюриста Феликса Круля
  - Письма
- Ф. Кафка
- Б. Брехт
- Л. Фейхтвангер
- Г. Гессе
- Р. Музиль
  - Человек без свойств
- М. Фриш
- Э. Канетти
  - Ослепление

и др.

### Литературоведение и критика
- «Томас Манн». М., серия «Жизнь замечательных людей», 1972
- «Над страницами Томаса Манна». — М., 1980

### Издания переводов
- Брехт Б. «Мамаша Кураж и её дети». М., 1956
- Брехт Б. «Кавказский меловой круг». М., 1956
- Брехт Б. «Трёхгрошовая опера». М., 1957
- Эсхил. Орестея. М., 1958
- Фейхтвангер Л. Лисы в винограднике. М., 1959
- Манн Т. Доктор Фаустус. М., 1960
- Манн Т. Иосиф и его братья. М., 1968
- Манн Т. Письма. М., 1975
- Штифтер А. Бабье лето. М., 1999

## Награды, звания
- Премия им. Г. Гессе (ФРГ, 1982)
- Австрийская государственная премия (1986)
- Премия фонда «Знамя» (1995)
- Премия им. В. Жуковского (2000)
- Австрийский почётный знак «За науку и искусство» 1-го класса (Австрия, 2001)
- Премия имени Александра Меня (2006)[7]
- Почётный доктор Кёльнского университета (1989)
- Член-корреспондент Германской академии литературы и языка